# Sucé-sur-Erdre

Sucé-sur-Erdre este o comună în departamentul Loire-Atlantique, Franța. În 2009 avea o populație de 6,186 de locuitori.